# Masafumi Nishi
Masafumi Nishi, född den 25 november 1960, är en japansk idrottare som tog brons i baseboll vid olympiska sommarspelen 1992 i Barcelona.